# Juan Delgado Melilla
Don Juan Delgado Melilla (nacido como Juan Joseph Antonio Apolinario Delgado Melilla Arias) fue uno de los primeros pobladores de la zona que hoy se conoce como Melilla, en el departamento de Montevideo. Nació el 23 de julio de 1708 en Écija, siendo hijo de don Julián Delgado Melilla y de doña Tomasa de Arias, y murió en Montevideo el 23 de junio de 1769. Contrajo matrimonio en Montevideo el 8 de diciembre de 1730 con doña Agustina Antonia de Saa y Suárez de León, hija de don Juan Bautista de Saa y de doña Antonia Suárez de León.  

## Reseña biográfica
Alcalde de 1.er. voto en 1744 (suplantando al Capitán Gorriti), 1747, 1751, 1755, (año en que también se le designó administrador de las Bulas de la Santa Cruzada), y en 1767.
Alcalde de 2.º voto en 1740. Alférez real en 1744. Procurador general en 1741. Alguacil mayor en 1738, y alcalde de la Santa Hermandad en los años 1735, 1745 y 1746. No ejerció el puesto de comisionado para el resguardo de los campos, como se le nombró en 1746, por encontrarse justamente atendiendo su hacienda y ocupando, a la vez, la alcaldía de la Santa Hermandad.
Ganadero. 

## Hermano Mayor de la Venerable Orden Tercera de los Franciscanos
- Hermano Mayor de la Archicofradía de Esclavos del Santísimo Sacramento (1751).

Hijos: 
1. Doña Sebastiana Delgado-Melilla y Saa. 
2. Doña María Estefanía Delgado-Melilla y Saa. 
3. Doña Leonor Agustina Delgado-Melilla y Saa. 
4. Doña María Antonia Delgado-Melilla y Saa. 
5. Doña Josefa María Delgado-Melilla y Saa. 
6. Doña Francisca Beatriz Delgado-Melilla y Saa. 
7. Doña Teresa Catalina Delgado-Melilla y Saa. 
8. Don Juan Francisco Delgado-Melilla y Saa. 
9. Don José Teodoro Delgado-Melilla y Saa.
10. Doña Teodora Antonia Delgado-Melilla y Saa.
11. Don Manuel Delgado-Melilla y Saa.